# تومایمونوشتورا
تومایمونوشتورا (به مجاری:  Tomajmonostora) یک منطقهٔ مسکونی در مجارستان است که در ناحیه کون‌هدیش واقع شده‌است. تومایمونوشتورا ۱۳٫۷۶ کیلومتر مربع مساحت و ۷۲۹ نفر جمعیت دارد.